# Syndrome de Richter
Le syndrome de Richter est la survenue d'un lymphome de haut grade au cours d'une leucémie lymphoïde chronique. Il s'observe dans 3 à 10 % des cas.
L'apparition d'un syndrome de Richter classe immédiatement la LLC en stade C de la classification de Binet. 
Il a été décrit en 1928 par le pathologiste américain M.N. Richter.

## Physiopathologie
La transformation d'une leucémie lymphoïde chronique en syndrome de Richter serait favorisée par l'inactivation du TP53 et de CDKN2A. La mutation du NOTCH1 pourrait également jouer un rôle.

## Traitement
Plusieurs combinaisons de chimiothérapie sont proposées : oxaliplatine-fludarabine-cytarabine-rituximab, cyclophosphamide-vincristine-doxorubicine-dexaméthasone ou rituximab-cyclophosphamide-vincristine-doxorubicine-prednisolone, toutes donnant une durée de rémission courte.
La greffe de moelle doit être proposée, quand cela est possible, dès la rémission atteinte.